# شریک (فیلم ۱۹۸۲)
شریک یا همکاران (به انگلیسی: Partners) فیلمی محصول سال ۱۹۸۲ و به کارگردانی جیمز باروز است. در این فیلم بازیگرانی همچون رایان اونیل، جان هرت، کنت مک‌میلان، رابین داگلاس، جی رابینسون، ریک جیسون، جیمز رمار و سیمن گلس ایفای نقش کرده‌اند.